# László Bulcsú
Pour les articles homonymes, voir Bulcsú.
Dans le nom hongrois Bulcsú László, le nom de famille précède le prénom, mais cet article utilise l’ordre habituel en français László Bulcsú, où le prénom précède le nom.
László Bulcsú, né le 9 octobre 1922 à Čakovec et mort le 4 janvier 2016 à Zagreb, est un linguiste, informatologiste, écrivain, traducteur et polyglotte croate qui parle plus de 40 langues, à cause de sa création de nombreux néologismes et du purisme linguistique, il a gagné le surnom de « Šulek croate de notre époque ».

## Œuvre
- An information science approach to Slavic accentology (1986) University of Chicago, Department of Slavic Languages and Literatures,  book[4],[5]
- Broj u jeziku (1990) article
- Informacijske znanosti i znanje (1990)
- Mušnammir gimillu (1990) article
- Obrada jezika i prikaz znanja (1993)
- Tvorbeni pravopis (1994) article
- Uz prievod Puškinova Spomenika (1994) article
- Englezko-hrvatski Hrvatsko-englezki rječnik obavjesničkoga nazivlja[6] (1994) unpublished English-Croatian scientific dictionary
- Sedam priep'ieva (1996) article
- Bilježka o književnome naglasku hrvatskome[7] (1996) article
- Iliade (1997) traduction du grec ancien
- Trava od srca (2000) traduction de l'akkadien
- I tako se kola kretoše koturati nizbrdo[8] (2001) article
- Iz glasoslovlja opće međimurštine (2002) article
- Croato-Hungarica (2002)
- Hrvatski ili hrvacki pravopis? (2004) article
- Tuđinština u jeziku hrvatskomu[9] (2004) article
- Hvalopjev suncu (2012) traduction de l'akkadien [10],[11]